# Christine Arnothy
Pour les articles homonymes, voir Kovach.
Œuvres principales
- J'ai quinze ans et je ne veux pas mourir (1955)

Christine Arnothy, dont le vrai nom est Irène Kovach de Szendrö, est une femme de lettres et journaliste française née le 20 novembre 1930 à Budapest et décédée le 6 octobre 2015.
Elle a notamment écrit J'ai quinze ans et je ne veux pas mourir, qui raconte son histoire, jeune fille à la fin de la Seconde Guerre mondiale.

## Biographie
Christine Arnothy est née d'un père propriétaire terrien hongrois, professeur de latin et grec, et d'une mère juive polonaise et autrichienne, qui lui enseigne le français comme première langue.
Elle quitte la Hongrie en 1948 avec ses parents, elle est accueillie en Autriche au camp de réfugiés de Kufstein ; c'est là que, rêvant de devenir écrivaine, elle écrit J'ai quinze ans et je ne veux pas mourir.
Lors de son passage à pied avec ses parents de la frontière entre la Hongrie et l'Autriche, les seuls biens qu'elle emmenait avec elle, cousus dans son manteau, étaient les feuilles sur lesquelles elle avait écrit ce qu'elle vivait durant la guerre à Budapest.
Entre 1950 et 1953, elle publie à Munich ou à Cologne plusieurs romans en hongrois sous le nom Kriszta Arnóthy (en hongrois Arnóthy Kriszta). Elle vient ensuite s'installer en France, où elle publie désormais sous son nom francisé, Christine Arnothy.
Elle a publié Le Cardinal prisonnier, Le Jardin noir, J'aime la vie, Une affaire d'héritage, Malins plaisirs, Complot de femmes, Toutes les chances plus une, Voyages de noces, La Piste africaine, La Dernière nuit avant l'an 2000, Embrasser la vie, On ne fait jamais vraiment ce que l'on veut, Relations inquiétantes…
Elle a épousé Claude Bellanger (1910-1978), qui fut le fondateur du Parisien Libéré en 1944. Un coup de foudre les a unis lors de la remise à Christine Arnothy, en 1954, d'un prix littéraire, le « Grand Prix Vérité », parrainé par ce journal (voir Embrasser la vie, Fayard 2001). Elle est la mère de trois enfants : Anne, le fondateur de la radio Skyrock, Pierre Bellanger et François. Elle parle cinq langues. L’Académie française lui décerne le prix pour un ouvrage écrit en langue française par un étranger en 1959.
Christine Arnothy a également écrit pour le théâtre, la radio et la télévision.
Elle était proche du président François Mitterrand, qui fut l'un des compagnons de Claude Bellanger dans la Résistance.

### William Dickinson
Christine Arnothy publie également, durant les années 1980, trois romans noirs sous le nom de plume de William Dickinson, avec la complicité de Robert Esménard, propriétaire et président-directeur général des éditions Albin Michel.
Malgré le succès rencontré par ces romans d'un nouveau genre, elle décide d'interrompre cette expérience en raison de sa difficulté à mener de front deux carrières parallèles d'écrivain.
Toutefois, les trois romans de William Dickinson recevront, beaucoup plus tard, une suite cette fois signée de Christine Arnothy, L'Homme aux yeux de diamant, et publiée en 2004 aux éditions Fayard.

### Mort
Elle meurt le 6 octobre 2015 à l'âge de 84 ans.

## Œuvres
Liste non exhaustive :
- Kriszta Arnóthy, Wanda (roman), Munich, Régi Budapest Kiadó, 1950[9] et 1952[10]
- Kriszta Arnóthy, Szüret Badacsonyban (« Vendanges à Badacsony », nouvelles), Munich, Hunnia, 1952[11]
- Kriszta Arnóthy, Haldokló Budapest (« Budapest qui meurt », notes de journal), Cologne, Amerikai Magyar Kiadó, 1952[12]
- Kriszta Arnóthy, A világ kedvence (« Favori du monde », roman grotesque), Munich, Régi Budapest Kiadó, 1953[13]
- J'ai quinze ans et je ne veux pas mourir, Fayard, 1955 (accompagné d'Il n'est pas si facile de vivre)
- Dieu est en retard, Gallimard, 1955
- Il n'est pas si facile de vivre, Fayard, 1957
- Le Guérisseur, Fayard, 1958
- Femmes du Japon, avec photographies de Marc Riboud, Bruna, 1959
- Pique-Nique en Sologne, Julliard, 1960
- Le Cardinal prisonnier, Julliard, 1962
- La Saison des Américains, Cercle du Nouveau Livre, 1964
- Le Jardin noir, Julliard, 1966, Prix des Quatre-Jurys.
- Jouer à l'été, Julliard, 1967
- Aviva, Flammarion, 1968
- chiche!, Flammarion, 1970
- Un type merveilleux, Flammarion, 1972
- Lettre ouverte aux rois nus, Albin Michel, 1974
- Clodomir Free. Le Grand Complot, dessin de Jean-Louis Gaussé, Dargaud, 1975
- Le cavalier mongol, Flammarion, 1976, Prix de la nouvelle de l'Académie Française
- J'aime la vie, Grasset, 1976
- Le bonheur d'une manière ou d'une autre, Grasset, 1978
- Toutes les chances plus une, Fayard, 1980. Prix Interallié
- Un paradis sur mesure, Grasset, 1983
- L'Ami de la Famille, Grasset, 1984
- Les Trouble-Fête, Grasset, 1986
- Vent Africain, Grasset, 1989, Prix des Maisons de la Presse
- Une affaire d'héritage, Grasset, 1991
- Désert brûlant, Grasset, 1992
- Voyage de noces, Plon, 1994
- Une question de chance, Omnibus, 1995
- La piste Africaine, Plon, 1997
- La Dernière Nuit avant l'an 2000, Plon, 1997
- Malins plaisirs, Omnibus, 1999
- Complot de femmes, Fayard, 2000
- Embrasser la vie, Fayard, 2001
- On ne fait jamais vraiment ce que l'on veut, Fayard, 2002
- Aller-retour, tous frais payés, Fayard, 2004
- Une rentrée littéraire, Fayard, 2004
- Relations inquiétantes, Fayard, 2005
- L'Homme aux yeux de diamant, Fayard, 2006
- Donnant, donnant, Fayard, 2007
- Une valse à Vienne, Fayard, 2009
- La vie d'une manière ou d'une autre, Flammarion, 2010

## Distinctions
- Grand prix Vérité, 1954
- Prix des Quatre-Jurys, 1966
- Grand Prix de la nouvelle de l'Académie française, 1976
- Prix Interallié, 1980
- Prix des Maisons de la Presse, 1989

## Décorations
- Commandeur de la Légion d'honneur[14]
- Commandeur des Arts et des Lettres
- Croix d'or de l'Ordre du Mérite hongrois (la plus haute distinction hongroise décernée à une étrangère).